# Тарналы
Тарналы — деревня в Шербакульском районе Омской области России. Входит в состав Борисовского сельского поселения. Население 111 чел. (2010), большинство (46 %, 2002 г.) — казахи .

## История
Основана в 1913 году. В 1928 г. деревня Тырналы состояла из 71 хозяйства, основное население — белорусы. В составе Терновского сельсовета Борисовского района Омского округа Сибирского края.
В соответствии с Законом Омской области от 30 июля 2004 года № 548-ОЗ «О границах и статусе муниципальных образований Омской области» деревня вошла в состав образованного муниципального образования «Борисовское сельское поселение».

## География
Тарналы находится в юго-западной части Омской области, в пределах Ишимской равнины, являющейся частью Западно-Сибирской равнины. Возле деревни урочища Терновка, Малая Терновка.

## Население
| 2010 |
| ---- |
| 111  |

Гендерный состав
По данным Всероссийской переписи населения 2010 года в гендерной структуре населения из 111 человек мужчин — 55, женщин — 56	(49,5 и 50,5 % соответственно)
Национальный состав
В 1928 г. основное население — белорусы.
Согласно результатам переписи 2002 года, в национальной структуре населения казахи составляли 46 %, русские 37 % от общей численности населения в чел..

## Инфраструктура
Охотхозяйство «Шербакульское». Личное подсобное хозяйство.

## Транспорт
Просёлочные дороги.